# Rigadin veut placer son drame
Pour plus de détails, voir Fiche technique et Distribution.
Rigadin veut placer son drame est un film muet français réalisé par Georges Monca, sorti en 1916.

## Fiche technique
- Titre : Rigadin veut placer son drame
- Réalisation : Georges Monca
- Scénario : Georges Monca, Eugène Matrat
- Photographie :
- Montage :
- Société de production : Pathé Frères
- Société de distribution : Pathé Frères
- Pays d'origine :  France
- Langue : film muet avec les intertitres en français
- Métrage : 360 mètres
- Format : Noir et blanc — 35 mm — 1,33:1 — Muet
- Genre :  Comédie
- Durée : 12 minutes
- N° de catalogue Pathé : 7741
- Dates de sortie : 
  - France : 13 octobre 1916

## Distribution
- Charles Prince : Rigadin
- Germaine Risse